# Forêts et forêts claires arides des îles Canaries
Localisation
Les forêts et forêts claires arides des îles Canaries sont une écorégion terrestre définie par le fonds mondial pour la nature (WWF). Elle fait partie du biome des forêts, terres boisées et broussailles méditerranéennes dans l'écozone paléarctique. Elle recouvre toutes les îles occidentales de l'archipel des îles Canaries, en particulier La Palma, El Hierro, La Gomera, Tenerife, et Grande Canarie, qui sont plus montagneuse et plus humides que les îles de Fuerteventura et Lanzarote à l'est, qui sont elles classées dans l'écorégion des forêts claires arides d'arganiers-acacias et fourrés succulents méditerranéens. Cette écorégion est très variée, avec d'importants contrastes d'altitude mais aussi un gradient d'orientation qui affecte l'exposition aux alizés. Ces alizés en provenance du nord amènent de l'humidité sur les flancs montagneux au nord des îles, permettant le développement de laurisylve ou des forêts de pins. Au contraire, aux basses altitude et sur la façade sud des îles, le climat est sec et favorise le développement de broussailles et forêt claires.
Du fait de leur isolement relatif, les îles canaries ont un taux d'endémisme très élevé, pouvant atteindre jusqu'à 70% pour les coléoptères et 100% pour les reptiles par exemple. De nombreuses aires protégées sont présentes dans l'écorégion, parcs nationaux et parcs ruraux en particulier, une grande partie de l'écorégion est classé comme réserve de biosphère et le parc national de Garajonay est aussi classé au patrimoine mondial, en particulier pour protéger la laurisylve.

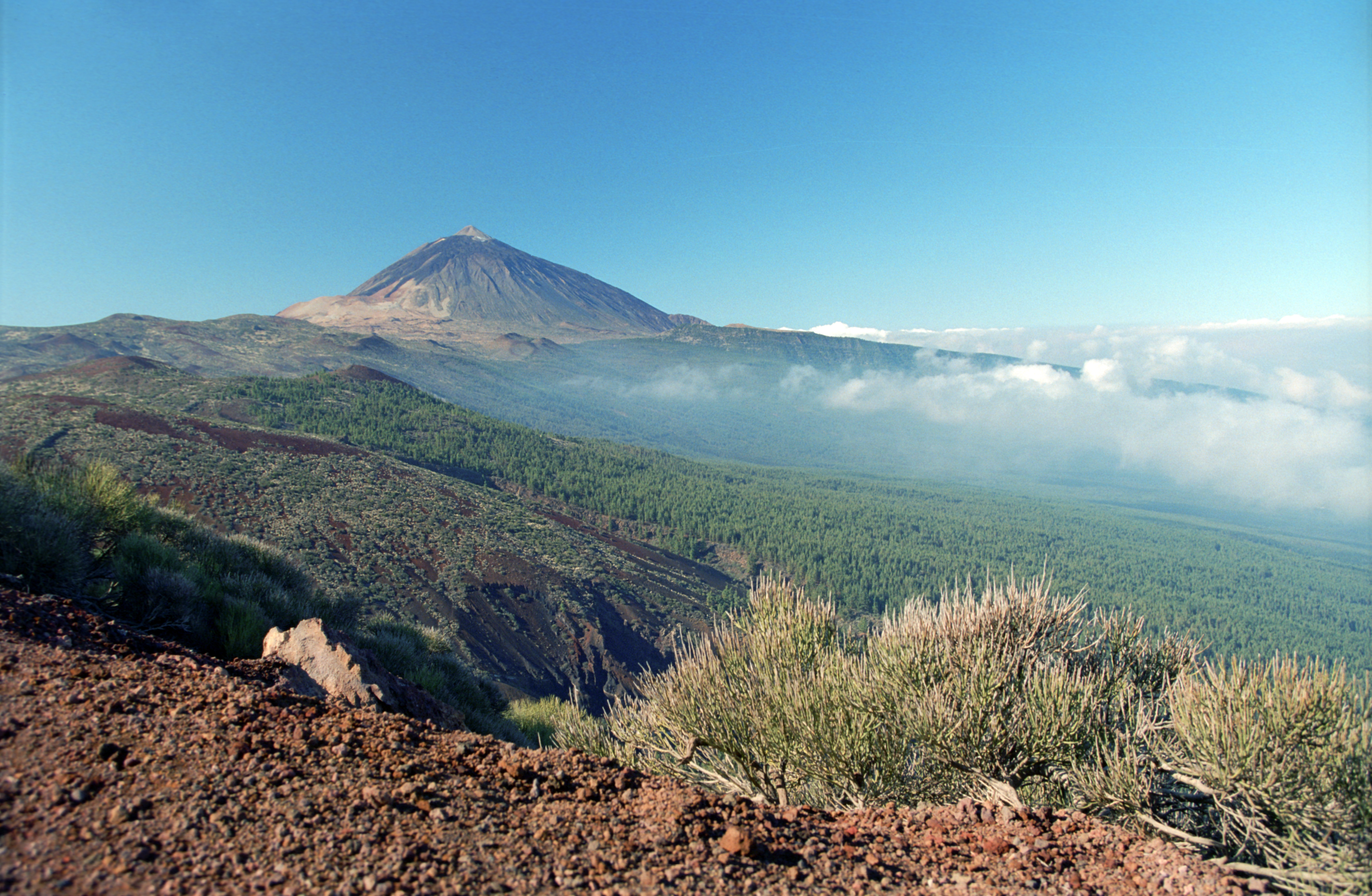
Nuages apportant humidité à la couronne boisée au nord de Tenerife (Corona Forestal), mais laissant la partie supérieure de l'île aride.
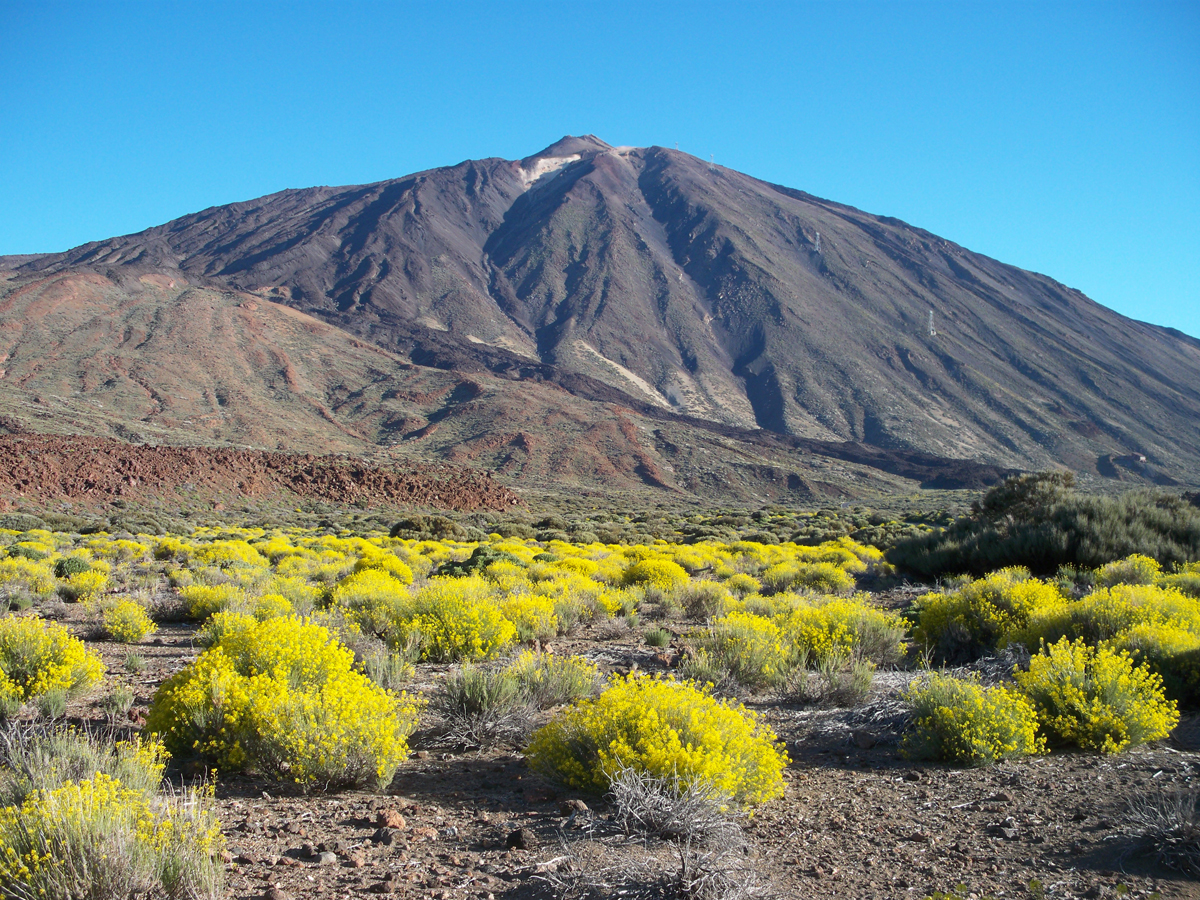
Végétation aride de buissons en altitude, près de Teide.
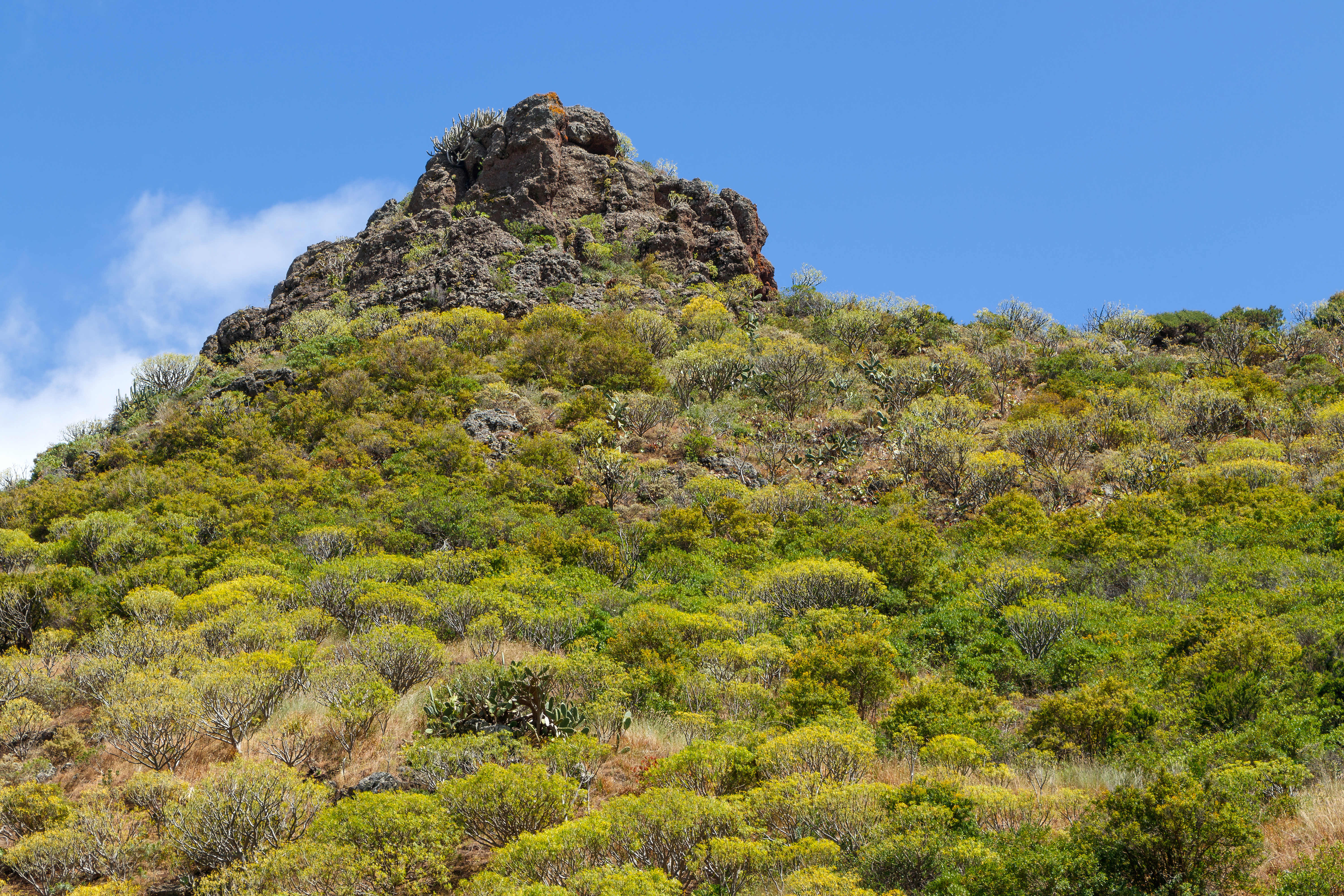
Végétation buissonnante à altitudes moyennes dans le massif d'Anaga.